# Stigmella varii
Stigmella varii (лат.) — вид молей-малютки рода Stigmella (Nepticulinae) из семейства Nepticulidae.
Эндемик Южной Африки: ЮАР (Претория, Brits District Hartebeespoortdam, Transvaal). Длина 4—5 мм. Цвет серовато-коричневый. Гусеницы питаются растениями вида Croton gratissimus (Молочайные). Яйца откладывают на верхнюю поверхность листьев. Вид был назван в честь южноафриканского энтомолога Л. Вари (Dr L. Vari; Transvaal Museum, ЮАР).
В апикальной части передних крыльев развиты две жилки: R4+5 и M.